# Amazona martinicana
L'amazzone di Martinica (Amazona martinicana) è un uccello estinto della famiglia degli Psittacidi.
Endemica di Martinica, scomparve in seguito agli interventi di deforestazione per creare nuovi terreni all'agricoltura. L'ultimo avvistamento risale al 1722. Una specie simile di pappagallo, anch'esso estinto, che viveva a Guadalupa, potrebbe essere appartenuto alla stessa specie.